# Покрет за аутономију Југа
Покрет за аутономију Југа (итал. Movimento per le Autonomie — МпА) је италијанска политичка партија аутономистичке, федералистичке и демохришћанске инспирације.
Покрет је формиран 30. априла 2005, од стране дисидената Уније демохришћана и центра на Сицилији под вођством тадашњег председника Катанског округа, Рафаела Ломбарда.
МпА одлучује да приступи десничарској коалицији поводом избора 2006, формирајући заједничку изборну листу са Северном лигом. Иако је коалиција изгубила те изборе МпА је успела да освоји 5 посланичких мандата и 2 сенаторска места у италијанском Парламенту.
На изборима 2008, МпА учествује у коалицији са Народом слободе и Северном лигом. Коалиција је победила на изборима и МпА добија 8 посланика и 2 сенатора.
Међутим, највећи успех МпА је кандидатура лидера Рафаела Ломабарда за председника Сицилије 2008, као представника целе десничарске коалиције на острву. Ломабардо је освојио скоро 64% гласова и тиме постати председник регије.
Међутим средином 2010 МпА раскида везе са десничарском коалицијом због сукоба између Ломбарда и председника италијанске владе Силвијем Берлусконијем, око давања средстава владе Југу.
Крајем 2012. нови лидер МпА је постао Агацио Лоиеро, док је Ломбардо поднео оставку након што је напустијо функцију председника Сицилије због повезаности са мафијом. На парламентарним изборима 2013. МпА није освојио ниједног посланика.